# خوليو فولتيو
خوليو فولتيو (ولد باسم خوليو إرفينغ راموس فيلومينو في 11 يونيو 1977 في سانتورسي، بورتوريكو) هو فنان بورتوريكي سابق في الريغيتون. تقاعد فولتيو من الموسيقى في عام 2014 وكرس نفسه للدعوة إلى المسيحية.

## نبذة
جاء لقبه نتيجة حادث. قبل اتحاده مع كاريل لتشكيل ثنائي، كان يعمل كهربائيًا. ذات يوم وضع يده في المكان الخطأ وأصيب بالصدمة.  أطلق عليه الجميع "Bombillo" (المصباح الكهربائي) و "Corto Circuito" (الدائرة القصيرة)، حتى منحه في النهاية لقبًا عالقًا: "Voltio" (الكلمة الإسبانية التي تعني فولت).
يُعرّف خوليو فولتيو الآن بأنه مسيحي ولد من جديد. قال خوليو في مقابلة: «نعم، لقد قبلت المسيح كمخلصي حقًا، فأنا أقوم بذلك حقًا لأنه في بعض الأحيان يكون لديك فراغ في القلوب وبالتالي تحتاج إلى البحث عن المسيح.» 

## روابط خارجية
- الموقع الرسمي
- Official MySpace